# Bartolommeo Gamba
Bartolommeo Gamba, indicato anche come Bartolomeo o Bartolo Gamba (Bassano del Grappa, 15 maggio 1766 – Venezia, 3 maggio 1841), è stato uno scrittore e bibliografo italiano.

## Biografia
Il padre era un piccolo mercante (con qualche ambizione letteraria) che però fallì. Bartolommeo quindi, di famiglia modesta, già a tredici anni fu costretto a lavorare, dove la vita economica bassanese lo consentiva: divenne garzone nella rinomata tipografia dei Remondini, il cui padrone allora era il conte Giuseppe.
Il giovane ebbe dapprima compiti di lavoro manuale, poi commerciali. Quanto agli studi successivi a quelli elementari, si hanno solo scarne notizie fornite da lui stesso: qualche lezione di francese, una disordinata ma ampia applicazione personale alla lettura ed un sempre più vivo interesse alle vicende della tipografia (cominciando ad assimilarne gli stimoli culturali che vi aleggiavano).
Ma l'angustia dell'ambiente e del ruolo lo spinsero, non ancora ventenne, a cercare di staccarsi dalla piccola Bassano. Chiese così agli agenti commerciali e venditori ambulanti dei Remondini (i Tesini) di essere utilizzato per cinque anni di viaggi a largo raggio. I Tesini venivano inviati dal Remondini per l'Italia, l'Europa ed il Medio Oriente, con l'incarico di vendere “le sue stampe, le sue carte e le sue molte merci”. Il progetto però non giunse in porto, e il Gamba tornò a Bassano al suo lavoro di libraio.
Per quel che concerne la vita privata, in gioventù vagheggiò il matrimonio con la figlia del Remondini. Poi, come egli stesso scrisse, prese in considerazione anche lo stato ecclesiastico, che doveva ritenere come la condizione ideale per una vita di vero studioso. Ma nel 1791, a venticinque anni, prese in moglie Lucia Rota Merendis (detta Lucietta), avendo da lei tre figli: Francesco (Checco), Caterina (Catina) e Marietta.
Probabilmente nel 1787, morto il direttore del negozio dei Remondini a Venezia, Gamba, ormai ventunenne, fu scelto a succedergli, e questo fatto diede una prima svolta alla sua vita. Trasferitosi (una prima volta) a Venezia, fu impegnato nella distribuzione e nella vendita dei libri.
Nel tempo libero compilava per il Remondini estratti di giornali e di riviste straniere, per informare il suo padrone delle novità politiche e letterarie. Raccolse anche informazioni e critiche sulle pubblicazioni che giudicava interessanti e delle quali suggeriva l'acquisto.
Divenne così consigliere e agente per gli acquisti del conte Giuseppe: questi era un appassionato collezionista di stampe e di libri rari, e riunì una preziosa raccolta, oggi andata dispersa.

### Il ritorno a Bassano
A Gamba, salito nelle sue grazie, fu affidata la riorganizzazione dell'intera azienda remondiniana di Bassano; così ritornò nella città natale (novembre 1793).
Sotto la sua guida, la tipografia (e calcografia e cartiera) Remondini si sviluppò: il numero degli operai e degli artisti fu portato a trecento, fu completamente rammodernata la calcografia, vennero intensificate le corrispondenze in Italia e all'estero, soprattutto in Francia, Spagna e Portogallo e furono introdotte nuove manifatture di carte colorate e fiorate.
Non essendo schierata politicamente e culturalmente, l'azienda superò senza difficoltà i rivolgimenti che precedettero e seguirono la caduta della Repubblica Serenissima. Questa assenza di prese di posizione religiosa, culturale e politica, propria del Remondini, era condivisa anche dal Gamba.
L'impegno nel commercio dei libri, unito agli interessi bibliografici, lo guidò verso un'attività più propriamente editoriale. Amava le edizioni nitide e chiare, semplici, su carta non di lusso. Le lettere che scrisse al tipografo ed editore Giovan Battista Picotti (il miglior emulo del Bodoni), spiegano il suo interesse per la bontà del testo: il buon editore doveva avere valenti compositori e proti, e soprattutto avvalersi di un buon revisore. Affiorò così in lui un gusto puristico: la sua maggiore preoccupazione era quella di fornire ai lettori testi corretti, controllati ed emendati.
Questa politica aziendale entrò in crisi nel 1811, alla morte del Remondini che l'aveva favorita. Il di lui figlio e successore Francesco dimostrò nei riguardi del Gamba un atteggiamento critico, anche perché “parve troppo amato” dal vecchio editore. La convivenza con il giovane erede non tardò a dimostrarsi impossibile: questi gli attribuì apertamente il mutamento delle fortune dell'azienda, anche se le cause erano da individuarsi nelle mutate condizioni dei tempi.
Gamba lasciò un'evidente traccia del suo sconforto nelle lettere inviate agli amici Francesco Testa e G. B. Picotti. A quest'ultimo, il 24 gennaio 1811, scrisse che il conte Francesco gli rendeva “con sottili molestie” la vita difficile. Si disse, inoltre, “così triste nell'animo … da non potersi occupare per niente di letterarie cose”.
Al Testa scrisse dell'argomento in ben tre lettere: già nel marzo 1809 affermò che l'ostilità si manifestava da oltre un anno, nonostante i suoi trent'anni di servizio; al contempo aveva palesato l'intenzione di congedarsi. Infatti ogni sua azione “o eccitava un'ingiuriosa diffidenza, o non era calcolata che col disprezzo”. L'abate Lorenzo Crico diede poi l'ultima spinta alle sue decisioni, mentre in famiglia ricevette solo “dispiaceri e disprezzo”. La sua resa fu accompagnata da un pianto dirotto che lavò, così sperava, “la memoria delle amarezze passate”.

### Il periodo milanese
Negli ultimi mesi del 1811 Gamba era a Milano, dove l'amicizia con il marchese Giovanni Giacomo Trivulzio (1774-1827), allora ministro delle Finanze del Regno d'Italia, gli procurò diversi incarichi fra l'ottobre 1811 e l'aprile 1812. Fra essi, quello di riordinare la biblioteca privata del viceré Eugenio di Beauharnais e quelli di Ispettore Generale delle Stampe del Dipartimento dell'Adriatico e, poi, di Regio Censore per tutte le stamperie del Regno. Gamba così, assieme alla famiglia, si trasferì (questa volta definitivamente) a Venezia.

### Il ritorno a Venezia
La sua fortuna in un regime al quale era alieno non deve sorprendere: ambientarsi in esso era un'istintiva reazione del suo temperamento. Con la Restaurazione incontrò qualche iniziale diffidenza da parte delle nuove autorità austriache, “che però il suo distacco di studioso e la protezione del dotto patrizio Alvise Mocenigo” fecero dissipare. Ottenne dalla nuova amministrazione la carica di Direttore dell'Ufficio centrale di censura, e il suo inserimento nel nuovo clima politico avvenne subito e senza scosse.
In questi anni conobbe la fase più fervida della sua attività: erano cessate le inquietudini della guerra, si era stabilito definitivamente a Venezia, era in contatto coi più autorevoli uomini di cultura ed aveva accesso alle grandi raccolte bibliografiche e documentarie venete.
Poco prima si era legato al Mocenigo con vincoli d'amicizia e di affari, divenendone consigliere culturale, amministratore e poi socio. Il nobile lo coinvolse in una sua impresa editoriale. Nel 1810 aveva acquistato una piccola tipografia nel borgo di Alvisopoli, nel distretto di Portogruaro. Quattro anni più tardi ne trasferì la sede a Venezia (senza cambiarle nome), ne quadruplicò i capitali e, nel settembre del 1814, ne affidò la direzione al Gamba, garantendogli anche la metà degli utili.
Sotto l'attenta guida e politica aziendale del nuovo direttore, la tipografia d'Alvisopoli dominò in modo netto il mondo delle tipografie artigianali veneziane (superate dai tempi), divenendo la stamperia della Restaurazione: erudita, operosa e nettamente contraria ai nuovi fermenti di pensiero.
Il Bassanese sapeva bene che l'età artigianale dell'industria libraria era ormai finita, ed era consapevole che solo rinnovando le attrezzature e spezzando il ritmo dei lavori su commissione si poteva entrare nel commercio librario e resistervi. In quegli anni le grandi case tipografiche lombarde (Sonzogno, Bettoni, Silvestri, Stella) avevano rotto il nesso fra tipografo ed editore, avviando, con le grandi collane di libri classici e storici, la nuova tradizione del libro popolare.
Venezia, così, ebbe una sola grande casa editrice: quella di Alvisopoli. Gamba assicurò al Mocenigo, il 10 settembre 1814, che essa sarebbe stata “il più grande scopo delle mie cure e l'unica tipografica mia occupazione”. Da conoscitore del mutato mercato librario, qualche mese più tardi (il 26 aprile 1815) dissuadeva il conte dall'accettare lavori su commissione, consigliandolo di stampare “per proprio conto e rischio: ogni libro ha una stella, e questa è da adoprarsi in modo che possa essere sempre fausta”.

### Il sostegno a Giovanni Maria Contarini
Il 7 maggio 1824 Gamba venne esonerato dall'incarico di capo censore perché, coi torchi di Alvisopoli, aveva sostenuto il segretario del Dipartimento Finanza Giovanni Maria Contarini, risultato perdente in uno scontro con gli alti funzionari dell'I.R. Governo delle province venete. Si trattò di un episodio sul quale, con una distorsione di fatti e di cose, le autorità distesero “una patina politica”.
Perdette dunque il posto di censore, ma non la completa fiducia del Governo. Nello stesso anno, infatti, venne ricompensato con la nomina a “provvisorio” della Biblioteca Marciana di Venezia; nel 1830 ne divenne vice-bibliotecario “ufficiale”, rimanendo tale fino alla morte, e rendendosi benemerito con la pubblicazione di preziosi indici ed alcuni cataloghi.
Egli doveva badare pure alla sua situazione economica: con la vecchiaia i suoi problemi finanziari si acuirono, considerato anche che la “crudele malattia” della moglie Lucietta aveva esaurito la sua “povera borsa”. Nel 1836 cedette la direzione della Tipografia d'Alvisopoli al figlio Francesco.

### I riconoscimenti ufficiali
Nel frattempo si erano moltiplicati i riconoscimenti ufficiali e gli onori accademici da tutta Italia. Oltre ad essere membro del Consiglio accademico dell'Ateneo Veneto, fu anche socio di parecchie accademie: Fiorentina, Olimpica di Vicenza, degli Erranti di Feltre, dei Concordi di Rovigo e dei Rinvigoriti di Cento. Inoltre fu socio corrispondente di molte altre, fra le quali la Regia Accademia delle Scienze di Torino e l'Accademia della Crusca (dal 26 aprile 1831).
Il suo nome compariva sistematicamente nei ringraziamenti premessi alle opere che i letterati ed eruditi del tempo elaboravano sui fondi marciani. All'Ateneo Veneto offrì più di una volta qualche inedita comunicazione, volta ad illustrare il mondo dei manoscritti e delle stampe rare, al quale si era completamente dedicato. Non si ritrovava in lui un'esplicita adesione al regime austriaco; si riscontrava invece uno spontaneo inserimento in quel clima culturale di erudizione, scevra dai problemi politico-sociali del tempo, che il governo imperiale tanto di buon occhio incoraggiava e vedeva fiorire.
Tenne una vastissima corrispondenza con molti degli eruditi e dei bibliofili del suo tempo, per molti dei quali funse anche da abile guida nei meandri dei fondi marciani. Le sue lettere non ci aiutano a scoprire l'uomo: trattano quasi esclusivamente della stampa di libri ed opuscoli, dello scambio di pubblicazioni, di informazioni erudite, di richieste d'autografi di italiani illustri per impreziosire le raccolte, e di questioni familiari.
Sono del tutto assenti giudizi e convinzioni profonde: non si vede, se non rarissimo, un qualche moto dell'animo. Rari sono anche gli apprezzamenti sulle persone. Non sono presenti le valutazioni politiche (che si saranno rivelate nelle lunghe conversazioni con gli amici): spesso nelle lettere scrive di non voler aggiungere altro perché ne avrebbe parlato a voce, profittando del fatto di incontrare il dato corrispondente.
Ad ogni modo in lui convivevano molteplici interessi, dei quali in parte si è detto: letterari, eruditi, filologici, di diffusione e di divulgazione, di studioso e di aiuto degli studiosi, di autore e di stampatore. Seguire la sua attività dalla Restaurazione fino alla morte significherebbe ripercorrere tutto il cammino compiuto dalla cultura veneta nell'età austriaca. La sua opera ci conduce, inoltre, anche nel vivo del clima culturale delle Accademie venete dell'Ottocento, che si indirizzavano verso l'esplorazione dell'immenso patrimonio documentario venuto alla luce e messo a disposizione di tutti.

### La morte
Morì il 3 maggio 1841, stroncato da un colpo apoplettico mentre stava leggendo all'Ateneo Veneto la “vita” di Lorenzo da Ponte, tra le braccia dell'amico Jacopo Vincenzo Foscarini. La “voce” era una delle 44 che aveva scritto per la Biografia degli Italiani illustri diretta da Emilio De Tipaldo. Dopo solenni esequie nella Basilica di San Marco, fu sepolto nel cimitero di San Michele a Venezia.

## L'orientamento politico
Giunto agli studi e alla produzione letteraria in età matura, il Gamba si era dapprima sentito un po' fuori posto, spaesato nel mondo dei dotti. Egli era l'agente dei Remondini e, anche se abbastanza colto, non era un letterato, ma un addetto al commercio. Nella maturità e nella vecchiaia, però, aveva trovato il suo acclimatamento: all'ombra del governo austriaco, la precisione del suo lavoro colto aveva perso ogni umiltà. Divenne uno dei primi dotti del Regno lombardo-veneto: la sua erudizione appariva come quella salda e indiscussa cultura che doveva dominare nel paese. La sua attività come studioso e scrittore si può collegare a due principali poli: le raccolte di lettere e autografi e i lavori memorialistici e filologici.
Quanto al primo, riunì due importanti raccolte di lettere autografe di illustri italiani. Dopo aver alienato la prima alla Biblioteca Imperiale di Vienna, decise di “ingolfarsi” in una seconda, che, com'egli scrisse, non risultò inferiore alla precedente né come numero di esemplari, né come valore (e che ammontava a 2.730 lettere). Dopo la sua morte, questa seconda raccolta fu acquistata da Antonietta Parolini (sua amica), che nel 1852 la offrì in dono alla Biblioteca Civica di Bassano.

## La biblioteca personale
Gamba raccolse anche una sua biblioteca personale che, lui vivo, fu sempre aperta a bibliofili e studiosi. Ne era ambita la consultazione per la presenza di alcune preziose aldine, per esservi rappresentati tutti i tipografi veneziani e soprattutto per il gran numero di esemplari unici o numerati o rari, in pergamena e in carta velina, in carte distinte e in tirature speciali.
Sul finire del 1841 fu acquistata da Maria Luisa duchessa di Parma, per interessamento del bibliotecario ducale Angelo Pezzana (amico e corrispondente del Bassanese).
Le figlie Catina e Marietta eseguirono la spedizione via Po secondo le istruzioni dello stesso Pezzana; la somma convenuta di lire 11.000 venne poi ridotta a 10.500. Nell'inventario della propria biblioteca, autografo dello stesso Gamba e aggiornato fino al 1838, era annotato il carattere di ogni esemplare, la sua rarità e il tipo di carta sul quale era stampato.
La libreria comprendeva 3.547 edizioni, per un totale di circa 9.000 volumi. Tra essi: tutte le grandi opere di consultazione, tutte le opere che scrisse e curò (di cui molte in edizioni speciali e con note manoscritte), molte opere di erudizione (soprattutto dei suoi amici), cataloghi di biblioteche, innumerevoli volgarizzamenti, una trentina di incunaboli, numerosi scritti sulla lingua italiana e sulle sue origini, e le principali opere riguardanti la cultura veneta. Quasi assenti erano i testi in dialetto, e tutti relativi ad un gusto da bibliofilo. Dei testi rari, il più antico che possedeva era stato stampato a Venezia nel 1477.
Possedeva anche un'altra libreria: una raccolta di novellieri che lui stesso aveva compilato e che sarebbe stata la base Delle novelle italiane in prosa. Bibliografia di B. G. bassanese (Venezia, Alvisopoli, 1833). Giovanni Antonio Moschini, suo amico, ne auspicò l'alienazione alla Biblioteca del Seminario veneziano.
La raccolta, che constava di 236 esemplari, era architettata “in maniera da renderla utile al progresso delle cognizioni letterarie”, tenendo conto di autori antichi e moderni. La stima complessiva fu di lire italiane 4.175. Ma il Fapanni scrisse che Gamba la vendette al Seminario poiché vi erano “libri scandalosi, da non lasciarsi in proprietà delle due figlie nubili e pulzellone”. Molte di queste novelle erano rarissime e preziose per la mania dei bibliografi e raccoglitori; ma il Bassanese, sempre secondo Fapanni, “fece male a dare al Seminario una collezione … affatto inutile e sconveniente”, e il Moschini ed i rettori fecero anch'essi male ad accettarla. Nella raccolta era compreso anche qualche manoscritto, e fra questi un Decameron del Boccaccio del 1449.

## Le opere
Quanto invece alle prove del Gamba quale autore autonomo ed editore di testi, i suoi iniziali saggi datano ai primi due anni del XIX secolo, con due diari di viaggio: Viaggio a Udine, Trieste e Fiume in luglio 1800 e Lettere scritte nel mio viaggio d'Italia e di Sicilia dal novembre 1801 al marzo 1802.
In questi diari, e particolarmente nel secondo, si evidenzia una lucidità e serenità di giudizio, critica ma equilibrata, riguardo ai problemi del tempo. La forma letteraria è quella, tipica del Settecento, del resoconto scritto in forma di una serie di lettere ad un medesimo destinatario: il Gamba scelse una giovane nobildonna vicentina, al cui mondo paragona quello dei luoghi che andava visitando.
Sono le chiese, i palazzi, i musei e le biblioteche i temi dominanti delle sue pagine, visto che tace o accenna appena allo scopo del viaggio, che riguardava il commercio dei libri. Nel Viaggio d'Italia e di Sicilia... traspare una certa avversione non per gli invasori francesi in sé presi, ma per il disordine e l'inquietudine da loro creata. La sua non è una posizione ideologica, ma è il frutto di un principio molto chiaro: le armate francesi erano disturbatrici della quiete e dell'ordine pubblico.
Questo stato di confusione e di agitazione, del quale erano portatrici, non lasciava agli eruditi il sereno impegno nelle occupazioni letterarie. Non c'era in lui la polemica antirivoluzionaria, ma solo l'espressione del suo senso di disagio.

## Le sue pubblicazioni
Era naturale che la lunga esperienza di editore lo spingesse a divenire anche autore, in stretto rapporto con gli interessi di bibliofilo: il primo e più significativo dei suoi lavori resta la Serie dei testi di lingua, continuamente emendata e corretta, della quale uscirono quattro edizioni.
La prima fu stampata a Bassano (coi torchi Remondini) già nel 1805, col titolo completo di: Serie dei testi di lingua usati a stampa nel Vocabolario degli accademici della Crusca. Con aggiunte di altre edizioni da accreditati scrittori molto pregiate, e di osservazioni critico-bibliografiche. La perfezionò, praticamente, per tutta la vita, ampliandone la mole fino a raddoppiarla.
La seconda edizione fu stampata a Milano nel 1812, la terza e la quarta a Venezia, rispettivamente nel 1828 e nel 1839.
L'opera, pur essendo stata definita come uno “strumento” dallo stesso autore, conserva ancora la sua validità. Seguendo criteri personali e senza autorizzazione degli accademici, inserì fra i buoni testi di lingua anche autori non citati nel Vocabolario della Crusca. Invece che volta ad un interesse storico, la Serie dei testi fu imperniata sulla ricerca bibliografica, ossia sulla stampa e sul succedersi delle opere.
Essa fu testimone delle vocazioni e preferenze del curatore: quella, appunto, bibliografica e quella stilistica, essendo egli amante del testo nitido e puro. Il limite delle sue produzioni letterarie se lo pose lui stesso. Ad ogni modo la sua compilazione richiese “una gran dose di pazienza”.
Non si deve comunque dimenticare la collaborazione e l'aiuto che gli fornirono in varie occasioni gli amici ed i corrispondenti eruditi, bibliofili e letterati. La Serie dei testi consta di due parti:
- la prima elenca le edizioni di opere a stampa citate nel Vocabolario della Crusca;
- la seconda ne elenca altre non utilizzate dagli accademici, che sono la maggior parte.

La distribuzione per secoli è convenzionale perché non circola nei testi una tradizione storica, e sono tutti messi sullo stesso piano. Comunque l'opera è essenzialmente bibliografica, segnata dal gusto dell'erudizione e volta alla scoperta di voci inedite o mal note.
Nello stesso filone, compose anche una Serie degli scritti impressi in dialetto veneziano (Venezia, Alvisopoli, 1832). L'opera apparve dopo la precedente, ma fu elaborata per lunghi anni (già nel 1817 aveva stampato quattordici volumetti contenenti testi inediti e rari della letteratura veneziana, per salvarli e renderli noti; si trattava quindi di un lavoro preparatorio). La suddivise in vari capitoli, ognuno dedicato ad un autore, raccogliendo le sue opere ed edizioni, e soprattutto le curiosità che lo riguardavano.
Non aspirava a scrivere una storia della lingua o della letteratura veneziana, ma rinviava tali compiti a chi sarebbe venuto dopo il suo lavoro preparatorio. In questa seconda Serie filtrano le sue predilezioni e preferenze: gli piacevano soprattutto i testi più liberi da nessi precisi con i problemi della realtà concreta, ed anche i testi ricchi di massime, di colore e di notizie. La bibliografia dei testi veneziani, poiché meno formale e più personale, gli riuscì a tratti più viva.
Queste due grandi opere costituiscono quasi un concentrato, e l'esito dell'intera sua attività professionale. Un loro importante complemento, già menzionato, fu: Delle novelle italiane in prosa. Bibliografia di B. G. bassanese, che intese come completamento dei cataloghi di novellieri italiani di Antonio Maria Borromeo. L'opera è notevole perché, forse più delle altre, documenta il suo maggiore interesse: quello bibliografico.
Altre sue iniziative ben s'inserirono nel sapere rigidamente “erudito” della Restaurazione del Veneto. La collezione delle Operette in prosa d'instruzione e di piacere (Venezia, Alvisopoli, 1824-1832), una raccolta di testi di lingua, dimostra il gusto per la prosa elegante, ma è anche emblematica dell'assenza di ogni interesse storico-critico nelle scelte, volte a togliere il testo dal vivo dei problemi culturali e politici entro cui era nato.
Una nuova prova, dunque, di allineamento col clima della Restaurazione, culturalmente attivo ma sostanzialmente evasivo, del quale era uno dei più autorevoli esponenti. Contro questa tradizione si scagliava, nel 1825, Pietro Giordani (pure suo corrispondente): non serviva una rassegna di vocaboli, ma piuttosto un paragone di secoli italiani, “dedotto dalle diverse materie che travagliarono gli intellettuali e dalle diverse forme che le menti impressero per ciascuna età dello stile”.
Sono degne di essere ricordate le altre fatiche di interesse biografico: oltre alle 44 “vite” di personaggi illustri scritte per il De Tipaldo, alcune di amici o personaggi che conosceva bene (come Giuseppe Gennari e Antonio Lamberti), è almeno da ricordare la Galleria dei letterati ed artisti più illustri delle province austro-venete che fiorirono nel secolo XVIII (Venezia, Alvisopoli, 1822-1824), una rassegna in un certo senso “neutra” dei letterati del Regno lombardo-veneto.
Tra le numerosissime pubblicazioni di altro genere, ricordiamo:
- Catalogo degli artisti bassanesi viventi, Bassano, Remondini, 1807
- De' bassanesi illustri. Con un Catalogo degli scrittori di Bassano del secolo XVIII, Bassano, Remondini, 1807
- Gli edifici, i monumenti e gli ornati della città di Venezia, Venezia, Alvisopoli, 1822
- Notizie intorno alle opere impresse di Gaspare Gozzi, Venezia, Alvisopoli, 1824
- Alcuni ritratti di donne illustri delle province veneziane, Venezia, Alvisopoli, 1826

Vi sono inoltre, in elevatissimo numero, pubblicazioni minori, per lo più d'occasione, per nozze o commemorazioni.